# 인창고등학교 (경기)
인창고등학교(仁倉高等學校)는 대한민국 경기도 구리시 인창동에 위치한 공립 고등학교이다.

## 학교 연혁
- 1996년 1월 13일 : 인창고등학교 설립인가 (36학급, 남․녀 공학)
- 1996년 3월 1일 : 초대 손종대 교장 취임
- 1996년 3월 3일 : 개교 및 입학식(12학급 650명)
- 1999년 2월 10일 : 제1회 졸업식(631명)
- 2000년 3월 15일 : 야구부 창단
- 2002년 3월 1일 : 45학급 설립 인가
- 2002년 5월 1일 : 교실 및 소강당 증축 (교실11, 140석의 강당)
- 2004년 5월 29일 : “좋은 학교 만들기” 지정(경기도)
- 2005년 6월 10일 : 특별교실 증축 (8실)
- 2006년 3월 2일 : 교육인적자원부 지정 독서교육정책 연구학교 선정(1년)
- 2009년 2월 27일 : 면학실 개관
- 2009년 11월 17일 : 소집단 분반 이동수업을 위한 교실 증축(특수학급 1실, 교과전용교실 10실)
- 2010년 6월 22일 : 교육과학기술부선정 과학중점학교 지정
- 2010년 11월 17일 : 경기도교육청선정 혁신학교 지정
- 2022년 9월 1일 : 제9대 우현주 교장 취임
- 2023년 12월 29일 : 제26회 졸업식 (197명, 연인원 12,492명)
- 2024년 3월 7일 : 197명 입학 (8학급)

## 참고 자료
- 인창고등학교 - 한국교육학술정보원 학교알리미